# كارين تورنر
كارين تورنر (بالإنجليزية: Karyn Turner)‏ هي لاعبة كاراتيه أمريكية، ولدت في 1946.